# Borșa (Cluj)
Borșa (ungarisch Kolozsborsa) ist eine Gemeinde im Kreis Cluj, in der Region Siebenbürgen in Rumänien.

## Geographische Lage

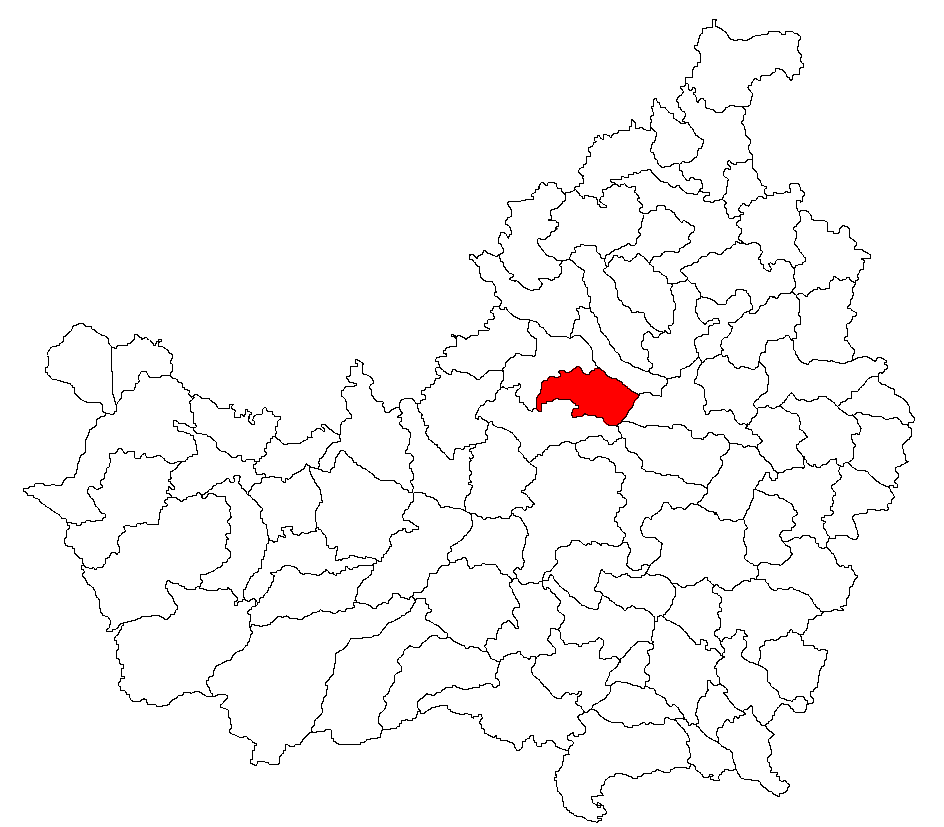
Lage der Gemeinde Borșa im Kreis Cluj

Die Gemeinde Borșa befindet sich etwa in der Nordhälfte des Siebenbürgischen Beckens beidseitig am gleichnamigen Fluss ein linker Zufluss des Someșul Mic (Kleiner Somesch). Die eingemeindeten Dörfer liegen etwa drei bis fünf Kilometer vom Gemeindezentrum entfernt. Der Ort Borșa befindet sich an der Kreisstraße (drum județean) DJ 109 etwa 30 Kilometer südwestlich von Gherla (Neuschloss) und etwa 35 Kilometer nördlich von der Kreishauptstadt Cluj-Napoca (Klausenburg).

## Geschichte
Der Ort Borșa wurde erstmals 1317 urkundlich erwähnt und gehörte der ungarischen Adelsfamilie Haller.
Mehrere archäologische Funde auf dem Areal des eingemeindeten Dorfes Ciumăfaia (ungarisch Csomafája) deuten nach Angaben von E. Orozs, I. Marțian, M. Roska u. a. auf eine Besiedlung in der Römerzeit (bei den Einheimischen Dealului Dombor (Domborhegy) genannt) bis in die Jungsteinzeit (bei Răzăriște (ungarisch Bórsód)) zurück. Auch im eingemeindeten Dorf Giula (Kolozsgyula) wurden Bronzeteile aus der Hallstattzeit gefunden.
Nach etwa 1337 gehörte der Ort der ungarischen Adelsfamilie Bánffy, welche hier auch ein Gutshaus errichtete, in dessen Besitz die Familie bis nach dem Zweiten Weltkrieg war.
Im Königreich Ungarn gehörte die heutige Gemeinde dem Stuhlbezirk Kolozsvár im Komitat Klausenburg, anschließend dem historischen Kreis Cluj und ab 1950 dem heutigen Kreis Cluj an.

## Bevölkerung
Die Bevölkerung der Gemeinde entwickelte sich wie folgt:
| 1850 | 2.781 | 2.177 | 480 | 1 | 123           |
| 1941 | 4.713 | 3.851 | 745 | 1 | 116           |
| 1992 | 2.119 | 1.868 | 207 | 2 | 42            |
| 2002 | 1.865 | 1.650 | 164 | 1 | 50            |
| 2011 | 1.600 | 1.376 | 135 | - | 89 (45 Roma)  |
| 2021 | 1.511 | 1.286 | 74  | 2 | 149 (47 Roma) |

Seit 1850 wurde auf dem Gebiet der heutigen Gemeinde die höchste Einwohnerzahl 1941 ermittelt. Die höchste Bevölkerungszahl der Rumänen (3961) wurde 1956, der Magyaren wurde 1941, die der Roma (85) 1941 und die der Rumäniendeutschen (16) wurde 1900 registriert. Des Weiteren wurden einzelne Einwohner als Ukrainer, Serben oder Slowaken registriert.

## Sehenswürdigkeiten
- Im Gemeindezentrum das Gutshaus Bánffy, im 19. Jahrhundert errichtet, steht unter Denkmalschutz. Im Anwesen befindet sich heute ein Krankenhaus für Psychiatrie.[6]
- Im eingemeindeten Dorf Ciumăfaia die reformierte Kirche,[7] nach unterschiedlichen Angaben, im 13. Jahrhundert mit gotischem Chor und der Kanzel von Dávid Sipos 1745 errichtet[3] oder im 16. Jahrhundert und im 19. erneuert, steht unter Denkmalschutz.[6]

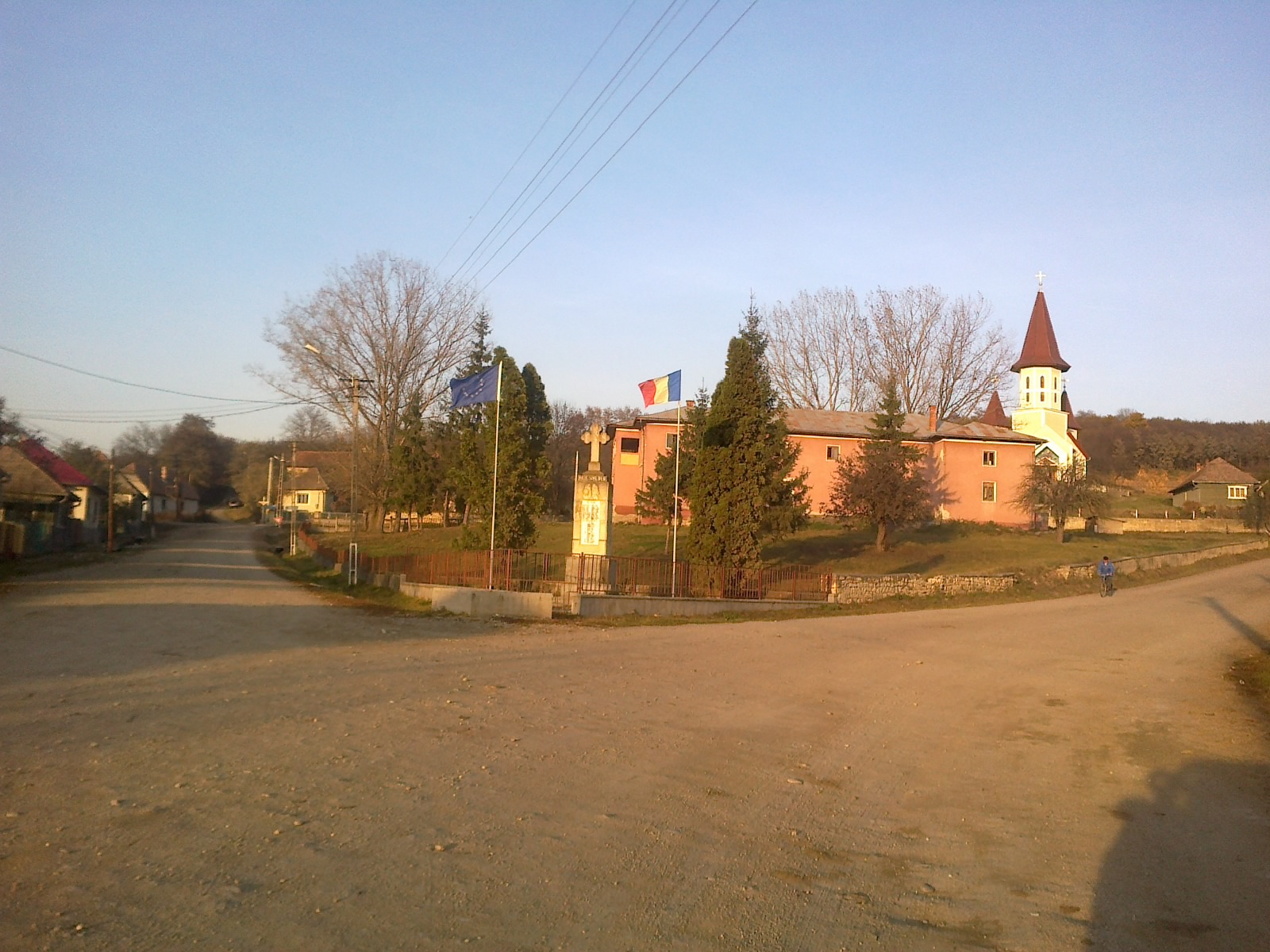
Gemeindezentrum
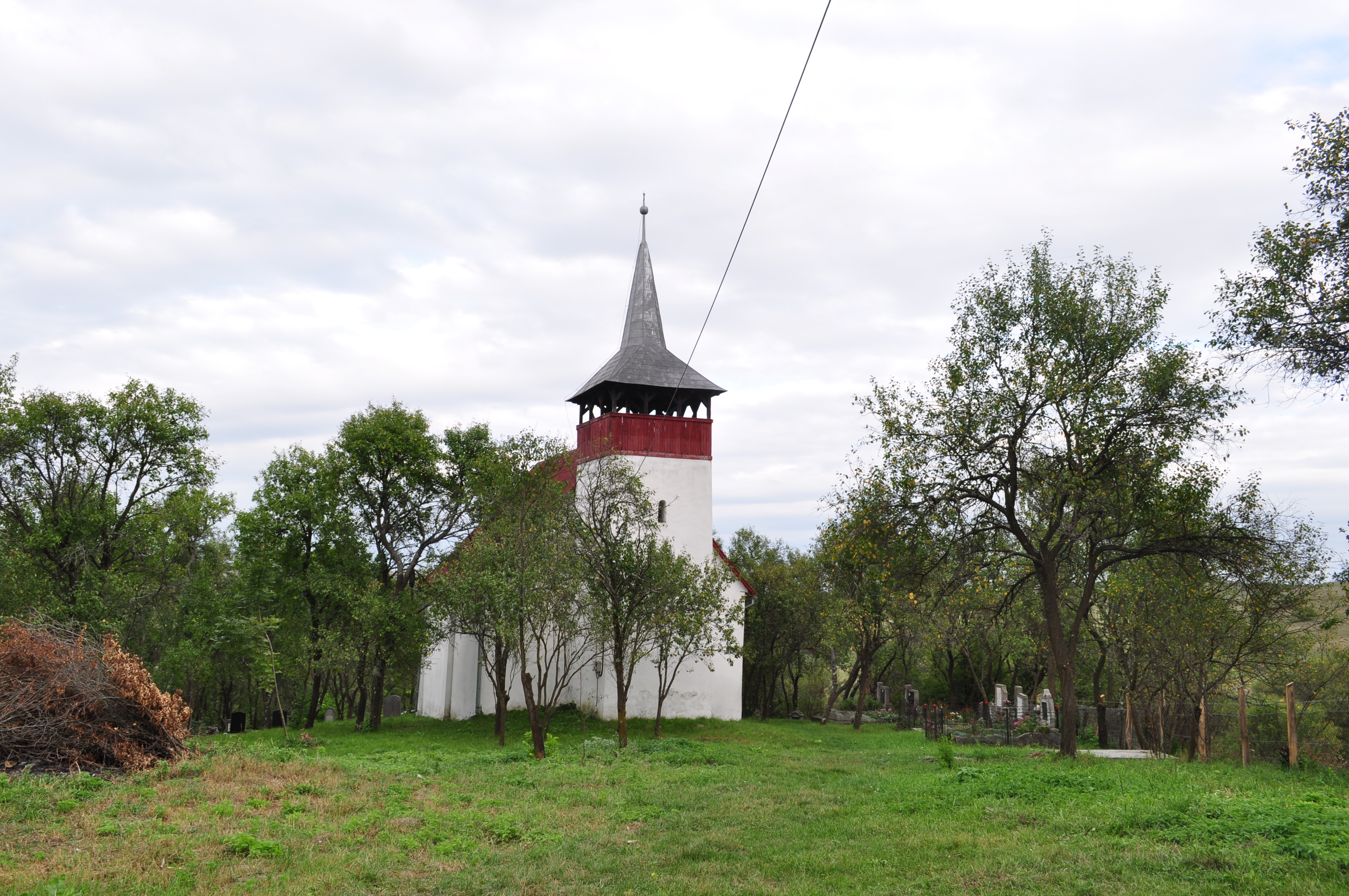
Reformierte Kirche in Ciumăfaia
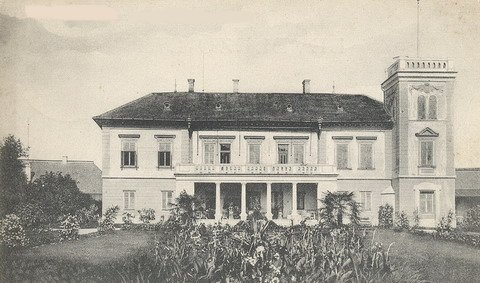
Das Banffy Schloss um 1890